# Белов, Лев Васильевич
Лев Васильевич Белов (род. 13.12.1934) — выдающийся советский инженер-кораблестроитель, генеральный директор АООТ «Невское ПКБ» (1994—1996), главный конструктор авианосных кораблей.
Окончил Ленинградский кораблестроительный институт (1958). С 1958 г. работал в Невском ПКБ.
Ведущий конструктор проекта противолодочного крейсера типа «Москва», заместитель главного конструктора ПКР типа «Москва», заместитель главного конструктора тяжёлых авианесущих крейсеров типов «Киев», «Новороссийск», «Адмирал Горшков», главный конструктор тяжёлых авианосных крейсеров типов «Ульяновск» и «Адмирал Кузнецов».
Внёс решающий вклад в создание ТАКР «Адмирал флота Советского Союза Кузнецов», являясь его главным конструктором в период достройки, проведения испытаний и передачи флоту. В частности, в 1989 г. в сложных политических и организационно-технических условиях, связанных с началом распада СССР, принципиально новым проектом корабля и наличием на нем большого числа головных и опытных образцов специальной техники, взял на себя личную ответственность за комплексную подготовку полетной палубы к проведению летно-конструкторских испытаний самолётов Су-27К, МиГ-29К, СУ-25УТГ, тем самым обеспечив своевременное проведение испытаний и последующую сдачу корабля флоту ещё до распада Советского Союза.
Лауреат Государственной премии СССР (1977).